# 高倉登
高倉 登（たかくら のぼる、1932年10月15日- ）は、日本競輪選手会・埼玉支部に所属していた元競輪選手。日本競輪学校ができる前に選手登録された期前選手（登録番号は851）。埼玉県出身。競輪初期の名レーサーとして名を刻んだ。

## 経歴

### 天才・高倉
1951年8月、ホームバンクの大宮競輪場で開催された第1回全国都道府県対抗争覇競輪6000メートル競走で初の特別競輪（現在のGI）制覇を果たし、同年10月に大阪中央競輪場で開催された第5回全国争覇競輪では1着入線の高橋恒の失格による繰り上がりながらも当時18歳で優勝を果たす。ちなみにこの18歳での優勝は、現在もなお日本選手権競輪における最年少優勝記録を保持している。
翌1952年、高倉は更なる快進撃を続ける。同年5月に開催された第6回全国争覇競輪（川崎競輪場）では完全優勝を果たし、同大会の連覇を達成。続く6月に開催された高松宮同妃賜杯（高松宮記念杯競輪）でも完全優勝を果たした。そして、続く8月に福岡競輪場で開催された第3回全国都道府県対抗争覇競輪6000メートル競走でも優勝を果たし、史上初の特別競輪3連覇を達成した。
わずか2年の間に5つのタイトルを奪取。ファンやマスコミの間からは天才・高倉ともてはやされた。またルックスも抜群だったことから、女性の「おっかけ」まで出現したという。またこの年の賞金王（3,743,000円）にも輝いた。しかしながら、高倉の栄光の時代は事実上ここまでであった。

### 数々のエピソードと転落
高倉といえば、今や伝説ともいうべきエピソードが尽きない。
当時の競輪では「普通競走」という、競走種目があった。要は「トップ引き」という、風圧の犠牲になる選手が必要であったレース形態であったが、高倉はトップを引いてなおかつ逃げ切って勝ったことがあった。トップを引いた選手は最後は力尽き、集団から大きく引き離されて末着でゴールする形になるのが普通であるというにもかかわらずである。しかもそうしたケースは一度ではなかったという。この高倉に対抗できる選手といえば、「燕返し」の異名を誇った山本清治であり、1951年のGIタイトルは山本が3つ（高松宮賜杯、全国争覇競輪、競輪祭）、高倉が上記の2つと、ほぼ2人でタイトルを分け合った。
一方、高倉のそうした強さへの対抗策として生み出されたといわれるのが、「弾丸熊坂」のニックネームを持つ、東京の熊坂克己が最初に行ったと言われる「二角先行」、つまり今でいう「捲り」であった。強靭な地脚を誇る高倉に正攻法からそのままペース駆けされると手も足も出ないが、当時としては奇襲戦法とも言われた2コーナーからのダッシュ戦に持ち込めば高倉も最後は力尽きてしまうだろうという考えから発案されたものと言われている。すると、熊坂の他、鋭いダッシュ力を持っていた松本勝明や、松本と一緒に練習することでメキメキと頭角を現しはじめた中井光雄が瞬く間に追いついてきた。
にもかかわらずその後の成績が振るわなくなったばかりか、私生活の面でも乱れが生じ始め、トップから転落してしまった。1954年の第7回全国都道府県対抗争覇競輪（高松競輪場）の2000メートル競走でこそ優勝を果たしたが、これが高倉が掴んだ最後のGIタイトルとなってしまった。以後は一般戦などの下位レベルのレースでは時折往時の強さを発揮したものの、トップクラスでは通用しなくなってしまった。1978年に引退。通算勝利数は739勝であった。
もっとも、高倉自身、最盛期の頃は世界自転車選手権に出場したいという夢を持っていて、全国競輪施行者協議会が発行していた会報誌、「PR+S」誌上にて、世界の舞台において自分の走りを試したかったと述べている。また全盛期の高倉を知るファンや関係者からも、高倉の強さは驚愕だったという声もいまだ聞かれ、今もなお、伝説のレーサーと称されている。
1980年大宮公園を散策中にドロボーの叫び声を聞いて追跡、取り押さえ久々に新聞に登場した。内容は各紙一様に元競輪選手の快足ぶりを書き立てたものだった。
阿佐田哲也はエッセイに埼玉の若手選手に聞いた話として、高倉登は落ちぶれて大宮公園でホームレスをしていると書いた。直後にある競輪関係の催しで高倉登と遭遇して別のエッセイで訂正した。